# Raúl Spank
Raúl Spank (* 13. července 1988, Drážďany) je německý sportovec, atlet, který získal na domácím mistrovství světa 2009 v Berlíně bronzovou medaili ve skoku do výšky, společně s Polákem Sylwesterem Bednarekem. Na letních olympijských hrách v Pekingu skončil ve finále pátý.
V roce 2007 získal na mistrovství Evropy juniorů v nizozemském Hengelu stříbrnou medaili. Jeho osobním rekordem pod otevřeným nebem je 233 cm, v hale 230 cm.

## Úspěchy
| Rok  | Závod                             | Místo               | Umístění | Výkon  |
| ---- | --------------------------------- | ------------------- | -------- | ------ |
| 2005 | Mistrovství světa do 17 let       | Marrákeš, Maroko    | 7.       | 2,11 m |
| 2006 | Mistrovství světa juniorů         | Peking, Čína        | 5.       | 2,23 m |
| 2007 | Mistrovství Evropy juniorů        | Hengelo, Nizozemsko | 2.       | 2,21 m |
| 2008 | Letní olympijské hry 2008         | Peking, Čína        | 5.       | 2,32 m |
| 2009 | Halové mistrovství Evropy 2009    | Turín, Itálie       | 7.       | 2,25 m |
| 2009 | Mistrovství Evropy družstev 2009  | Leiria, Portugalsko | 10.      | 2,15 m |
| 2009 | Mistrovství světa v atletice 2009 | Berlín, Německo     | 3.       | 2,32 m |